# حسن کیائیان
سیّدحسن کیائیان موسوی، معروف به حسن کیائیان (متولد۱۳۳۰)بنیان‌گذار و مدیر نشر چشمه، کتاب‌فروش، فعال اجتماعی و صنفی فرهنگ و نشرو کارآفرین ایرانی است.

## زندگی‌نامه
حسن کیائیان از سال‌های سی تا کنون فراز و نشیب‌هایی را از سر گذرانده است در ادامه اجمالاً مروری بر ادوار زندگی او می‌شود.

### نوجوانی
او در خانواده‌ای کارگری و کم‌درآمد در رودگر محله و محله سرحمام شهر بابل به دنیا آمد و بالید. پیش‌از روی کارآمدن رضاشاه، بابل با نام بارفروش شناخته می‌شد از دوره پهلوی اول نام شهر به بابل تغییر کرد. در گزارشی که نیما یوشیج از بابل در دهه اول ۱۳۰۰ به دست می‌دهد از آن با عنوان شهری با ظرفیت‌های بالای فرهنگی یاد کرده است. در دوره کودکی او در شهر بابل دست‌کم سه کتاب‌خانه، از جمله کتاب‌خانه شهرداری دایر بوده است. ضعف بنیه مالی خانواده، همسایه، بستگان تصویری‌ست که او از کودکی با خود داشت که سبب شد و در بزرگ‌سالی نسبت به فقر و بی‌عدالتی دغدغه‌مند شود.زودتر از سن معمول به دبستان رفت. هم‌زمان با دبستان به اصرار مادر یکی دو تابستان هم به مکتب‌خانه رفت و آن‌جا نخستین بار با مجله کیهان بچه‌ها آشنا شد. به خواندن مطالب غیردرسی روی آورد. بعدتر با خواندن مجله اطلاعات کودکان علا قه‌مندی‌اش با داستان به‌طور عام و داستان‌های شاهنامه به‌طور خاص بیش‌تر شد. سال پنجم دبستان، با توصیه مدیر دبستان، مسئول فروش مجله اطلاعات کودکان در دبستان شد. نخستین اثر داستانی که در همان سال‌های کودکی خواند، رمان «پرتو اختر دوردست» نوشته آلکساندر چاکوفسکی بود که از سوی نشر پروگرس وابسته به تشکیلات دولت وقت شوروری  منتشر شده بود این نشر مأموریت ترویج ایده‌های سوسیالیستی در کشورهای دیگر را دنبال می‌کرد.اوائل نوجوانی با کانون پرورش فکری کودکان و نوجوان‌ها آشنا شد از کتاب‌خانه آن‌جا کتاب‌هایش را امانت می‌گرفت و می‌خواند. تدریجاً خواندنی‌هایش متنوع‌تر شد، در همان سال‌ها مخاطب مجله‌های «روشنفکر»، «فردوسی»، «نگین»، «جهان نو»، «خوشه» و… شد. شانزده‌سالگی کتاب «آیدا: درخت و خنجر و خاطره» اثر احمد شاملو را هدیه گرفت. ده‌ها بعد یکی از ناشران آثار این نویسنده شد. سال‌های نوجوانی دوره‌ای سخت درگیر علائق مذهبی و دینی شد و چندی نگذشت از شدت آن علائق کاسته شد. دوران متوسطه و دبیرستان را در رشته ریاضی در آموزشگاه‌های شاهپور و قناد گذراند.
در واپسین سال‌های دبیرستان، مدتی در کتاب‌فروشی نیما در همان شهر بابل کارگر کتاب‌فروش شد؛ هرچند دست‌مزدی برای چند ماه کار در آن کتاب‌فروشی نگرفت؛ اما شمار قابل توجهی کتاب خواند از آن جمله می‌توان اشاره کرد به رمان‌های شوهر آهوخانم اثر علی‌محمد افغانی، بیگانه نوشته آلبر کامو و… متأثر از فضای سیاسی – اجتماعی سال‌های دهه پنجاه با حکومت وقت سر ناسازگاری پیش‌گرفت؛ آن مسیر را با خواندن انشاء اعتراضی در ستایش غلامرضا تختی آغاز کرد. چندی بعد با جمعی از دوستان‌اش درگیر عملیات مسلحانه علیه حکومت وقت شدند.

### جوانی
سال‌های جوانی با تحصیل در مدرسه عالی بازرگانی رشت در رشته اقتصاد آغاز شد. تنگنای مالی و عدم توانایی تأمین هزینه شهریه دانشکده او را تا یک قدمی انصراف از تحصیل دانشگاه می‌برد؛ اما با حمایت یکی از بستگان و پرداخت شهریه دانشکده توسط آن بستگان فرصت ادامه تحصیل دانشگاهی را برای حسن کیائیان رقم زد.او تحصیل در دانشکده را سال ۱۳۴۸ آغاز کرد در دانشکده با محمد شمس لنگرودی هم‌دوره‌ای بود. در آن سال‌های دانشکده، همراه تنی چند از هم‌درس و دانشگاهی به صرافت مبارزه سیاسی و عملیات مسلحانه علیه نظام پهلوی افتادند و نقشه داشتند ماشین مأمور ساواک را در دانشکده منفجر کنند. اما در حین بررسی چاشنی و برای آماده شدن برای عملیات برخی از چاشنی‌ها منفجر شد و خساراتی در محل آزمایش دینامیت‌ها به بار آمد و عملیات اصلاً شروع نشده به پایان رسید اما همان اقدام‌ها کافی بود که سر و کارش به دستگاه امنیتی پهلوی بیفتد و چند صباحی را در بازداشت و بازجویی بگذراند.
او در نهایت مهرماه ۱۳۵۱ در رشت بازداشت شد. سه ماهی را در زندان سپری کرد تا در نهایت با پادرمیانی یکی از بستگان از بازداشت آزاد شد. با پایان یافتن درس سرباز شد و بهار ۱۳۵۳ به خدمت سربازی اعزام شد. بهار ۱۳۵۴ با دختر خاله‌اش فریده محمودیان را نامزد کرد و سال بعدش ازدواج کردند.
بهار ۱۳۵۵ از خدمت سربازی فارغ شد. سال‌های سربازی هم مانند باقی ادوار پیشن زندگی از هر فرصتی برای کتاب خواندن بهره برد در همان دوره سربازی دوره دو جلدی پداگوژیکی اثر ماکارنکو را خواند.
تابستان ۱۳۵۵ که کارمند شرکتی دولتی در حوزه بازرگانی شد؛ به همراه همسرش به بندرعباس رفت. چندی نگذشت به دلیل بیماری و مسائلی دیگر از آن شرکت دست شست؛ در آستانه انقلاب به استخدام شرکتی خصوصی در حوزه حمل و نقل درآمد. دو – سه سالی را به عنوان مدیر اجرایی شرکت حمل و نقل فعالیت کرد از آن جمله دوره‌ای شش‌ماهه به ماهشهر و مناطق جنگی مأموریت گرفت تا کارهایی را سامان دهد. با پایان پروژه کاری ماهشهر متأثر از فضای جنگ کار و کسب شرکت حمل و نقل هم‌رزم شپینیگ رو کسادی گذاشت و پروژه‌های پیمانی دیگر در کار نیست و ایده راه‌اندازی کتاب‌فروشی و نشر رقم خورد.

## بنیان‌گذاری نشر چشمه
نخستین تجربه و گام، جدی در کار و بار نشر کتاب و کتاب‌فروشی را در همکاری مشترک با محمدرضا اصلانی مدیر نشر نقره و دوست هم‌دانشگاهی‌اش کاظم فرهادی و شراکت مالی مدیر شرکت هم‌ونقل هم‌رزم شیپینگ با یک میلیون‌تومان سرمایه‌گذاری رقم خورد. قرار شد، بررسی و انتخاب و تأیید هر کتاب در نشر نقره با نظر هر سه نفر باشد؛ اما چندی نگذشت این قاعده نقض شد و حسن کیائیان و کاظم فرهادی از ادامه شراکت با محمدرضا اصلانی انصراف دادند.
تصمیم دیگر آن شد تا درخشنده مدیر شرکت حمل‌ونقل حسن کیائیان مشترکاً کتاب‌فروشی و نشری را راه‌اندازی کنند و با سرمایه‌گذاری دو میلیون‌تومانی برای خرید سرقفلی مغازه‌ای سی‌ و دومتری در خیابان کریم‌خان زند و تجهیز آن همکاری آغاز شد.
نشر چشمه نامی که شمس لنگرودی برای آن این  انتشارات تازه پیشنهاد کرده بود سال ۱۳۶۳ رسماً کارش آغاز شد.
نخستین کتاب نشر به نام «سرفراز و آزاد» اثر هوارد فاست به ترجمه عبدالحسین شریفیان نیمه دوم سال ۱۳۶۳ منتشر شد. پس از چندی درخشنده شریک حسن کیائیان با اطلاع از وضع سود اندک و ناچیز کسب‌وکار کتاب، عدم برآورده شدن انتظار مالی‌اش از کار کتاب‌فروشی انصرافش را از ادامه شراکت اعلام کرد.
حسن کیائیان برای آن‌که صاحب اختیار مغازه شود؛ موظف شد سه‌میلیون و پانصدهزار تومان به شریک‌اش بدهد و کار و کسب کتاب را از آن خود کند. سرانجام با وام، نقد کردن خانه و ماشین این رقم را تأمین کرد و مدیر و صاحب اختیار فروشگاه و نشر چشمه شد.

## آثار
- کتاب امانتی، خاطره‌ها و روایت حسن کیائیان از زندگی و فعالیت‌های حرفه‌ای، نشر چشمه ۱۴۰۳[۴۴][۴۵]
- چشمه بی‌خرد و گل زیبا نشر چشمه ۱۳۸۸[۴۶][۴۷][۴۸]
- یک آسمان پرنده گزینه اشعار فریدون مشیری به انتخاب حسن کیائیان ۱۳۷۷ نشر سنایی[۴۹][۵۰]

## افتخارات
- ناشر برگزیده ششمین دوره جایزه ادبی «واو»[۵۱]
- ناشر برگزیده دهمین دوره جایزهٔ ادبی نویسندگان و منتقدان مطبوعات[۵۲]
- ناشر برگزیده دومین جایزهٔ روزی روزگاری[۵۳]
- ناشر تقدیر شده در نخستین مسابقهٔ داستان کوتاه شهر کتاب[۵۴][۵۵]
- ناشر برگزیده نخستین نمایشگاه سالانه منتخب آثار انجمن طراحان گرافیک ایران[۵۶]

## رویدادهای مرتبط
- عضو شورای سرپرستی آثار احمد شاملو[۵۷]
- عضو هیئت مدیره مؤسسه الف. بامداد[۵۸]
- عضو کمیته اجرایی نمایشگاه بین‌المللی کتاب تهران[۵۹][۶۰]
- عضویت هیئت مدیره، دبیر و سخنگوی اتحادیه ناشران و کتاب‌فروشان تهران طی سال‌های ۱۳۷۵–۱۳۸۸[۶۱][۶۲][۶۳][۶۴]
- انتقاد از سیاست‌های نظارتی و حمایتی وزارت فرهنگ و ارشاد اسلامی در ادوار مختلف[۶۵][۶۶][۶۷]
- همکاری و مشارکت در اجرای طرح «گذر فرهنگی تهران»[۶۸]

## دیدگاه دیگران
حسن کیائیان طی بیش از چهل سال فعالیت نشر کتاب و کتاب‌فروشی با طیف متنوعی از نویسندگان و اهل قلم در ارتباط بوده است
؛ برخی از آن‌ها هم به تجربه‌های کاری و تعامل‌شان با این ناشر ادبیات و علوم انسانی پرداخته‌اند.
احمدرضا احمدی
 بخت من، بعد از انقلاب با کتاب «ساعت ۱۰ صبح بود» باز شد. بعد چاپ و فروش موفقیت‌آمیز این کتاب در بازار، حسن کیائیان تصمیم گرفت همه شعرهای پیش از انقلابم را در مجموعه سه جلدی منتشر کند.

بهمن فرمان‌آرا
 هیچ‌وقت فکر نمی‌کردم در سن و سالی که با حسن دوست شدم، جنس رفاقت و پشتیبانی‌ها مثل رفاقت‌های دوران جوانی باشد.